# Øster Lisbjerg Herred
Øster Lisbjerg Herred var et herred i Randers Amt (1970-2007 i Århus Amt).

## Sogne i Øster Lisbjerg Herred
- Bregnet Sogn
- Egå Sogn
- Hjortshøj Sogn
- Hornslet Sogn
- Mejlby Sogn
- Mørke Sogn
- Skarresø Sogn
- Skødstrup Sogn
- Thorsager Sogn
- Todbjerg Sogn